# Registratore (audio)
Il registratore audio è un dispositivo meccanico, elettromeccanico o elettronico, conformato per riprendere le onde sonore acustiche (suono) di un evento (tramite microfono) o l'audio pre-registrato, e memorizzarli su di un supporto fisico (registrazione sonora).

## Sistema e tipologie
Dal primo sistema di registrazione totalmente meccanico, all'ultima trovata tecnologica collegata alla registrazione digitale del suono, i registratori audio possono essere differenziati dal sistema e dal supporto di registrazione, che sono di tipo: meccanico, magnetico, elettrico, elettronico, ecc. Inoltre si distinguono in:
- Registratore a dischi
- Registratore a cilindri
- Registratore a nastro (analogico - digitale)
- Registratore a cassette
- Registratore a filo
- Registratore digitale a supporto mobile (dischi) o a supporto statico (memoria a stato solido)